# پلاک وسایل نقلیه امارات متحده عربی
پلاک وسایل نقلیه امارات متحده عربی تحت صلاحیت هر یک از ۷ امارت این کشور است و هر یک از آن‌ها طراحی و سیستم شماره‌گذاری پلاک منحصر به فرد خود را دارند.

## نوع
هر امارت طرح پلاک خودروی خود را دارد.
| امارت     | ظاهر ۱۲ در ۴۵ | ظاهر ‍۱۵ در ۳۰ |
| --------- | ------------- | ------------ |
| ابوظبی    |               |              |
| عجمان     |               |              |
| دبی       |               |              |
| فجیره     |               |              |
| رأس‌الخیمه |               |              |
| شارجه     |               |              |
| ام‌القیوین |               |              |